# Киносура (Саламин)
Кино́сура (греч. Κυνόσουρα — «Собачий хвост») — село в Греции, к западу от одноимённого мыса, на одноимённом длинном узком остроконечном полуострове на восточном побережье острова Саламин, ближайшей к Аттике части острова, к северо-западу от островов Пситалия и Аталанди и порта Пирей. Наивысшая точка полуострова — холм Киносура высотой 37 м над уровнем моря. Административно относится к сообществу Амбелакия в общине Саламин в периферийной единице Острова в периферии Аттика. Население 152 человека по переписи 2011 года.

## История
Мыс Киносура (др.-греч. Κυνόσουρα, лат. Cynosura — «Собачий хвост») упоминает Геродот при описании битвы при Саламине в 480 году до н. э. По одной из версий мыс получил своё название («Собачий хвост») из-за могилы верной собаки Фемистокла, бросившейся в море при отплытии флота. Персы послали отряд для высадки десанта у мыса Киносура, но высадка не удалась. На Киносуре Фемистокл воздвиг трофей в честь великой победы, одержанной им над персидским флотом.
На полуострове Киносура похоронены греки, павшие в битве при Саламине. Установлен мемориал работы скульптора Ахиллеаса Василиу (Αχιλλέας Βασιλείου).

## Население
| Год  | Население, человек |
| ---- | ------------------ |
| 1991 | 159                |
| 2001 | 92                 |
| 2011 | ↗ 152              |